# 通化玉皇閣

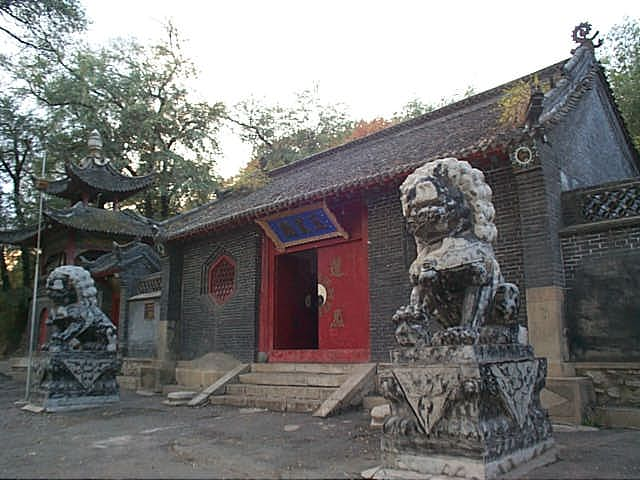
通化玉皇閣の入口

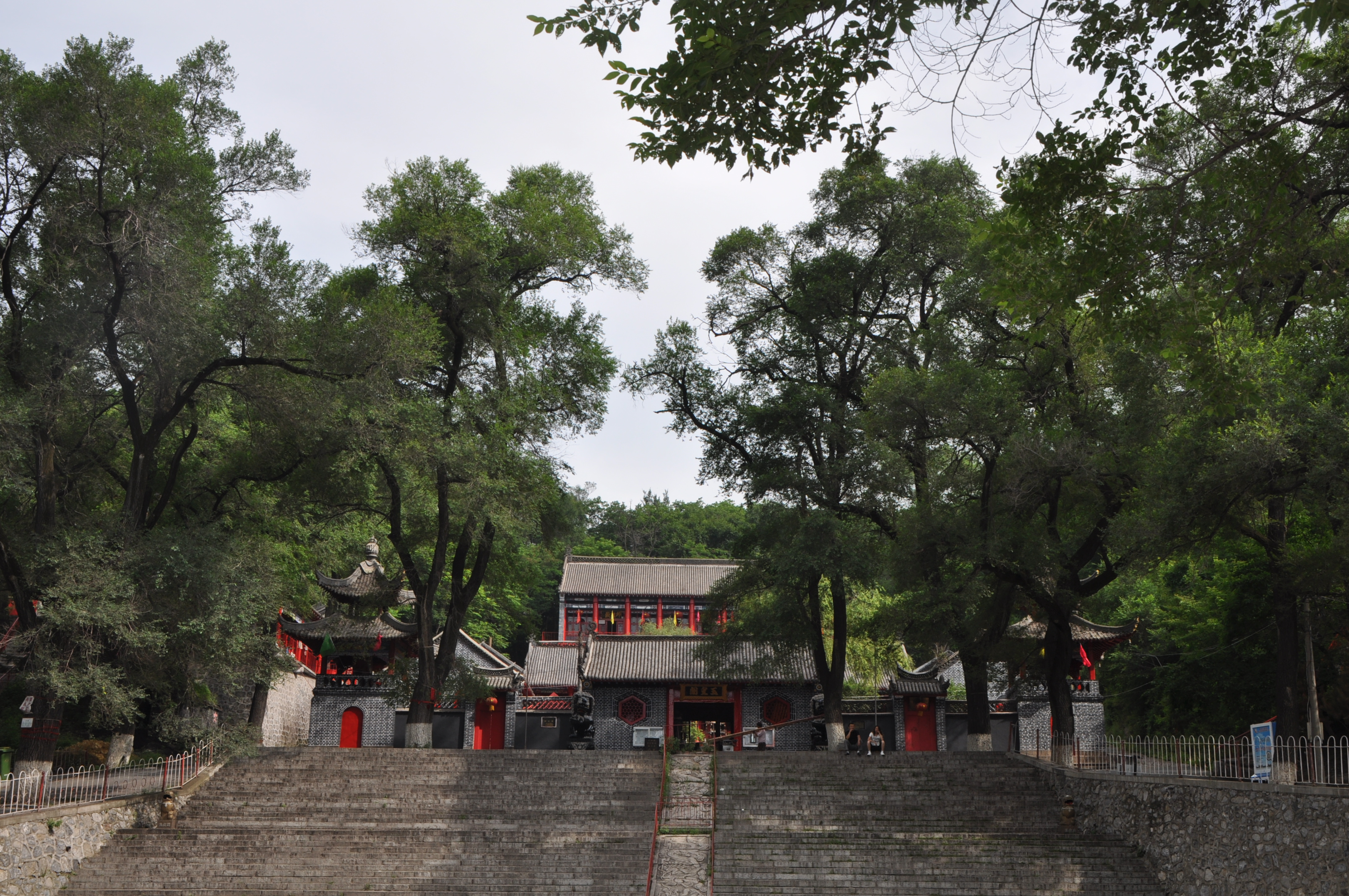
通化玉皇閣境内で

通化玉皇閣'（つうかぎょっこうかく、中国語: 通化玉皇阁）は、中国吉林省通化市東昌区の玉皇山公園にある道教の廟。

## 概要
通化市にある玉皇閣の歴史は清朝末期にさかのぼる。近代の代表的な建物であり、省級の文物保護単位の重要な史跡として、2007年5月31日に指定を受けた。この文化財保護部門は、通化文化財管理委員会事務局の管理である。
2018年になった現代でも、玉皇大帝を迎える盛大な祭りが挙行されたと、報道されている。

## 参照項目
- 玉皇大帝
- 通化市の文化と観光